# Honaunau-Napoopoo
Honaunau-Napoopoo é uma Região censo-designada localizada no estado americano de Havaí, no Condado de Havaí.

## Demografia
Segundo o censo americano de 2000, a sua população era de 2414 habitantes.

## Geografia
De acordo com o United States Census Bureau tem uma área de
104,2 km², dos quais 98,5 km² cobertos por terra e 5,7 km² cobertos por água.

## Localidades na vizinhança
O diagrama seguinte representa as localidades num raio de 28 km ao redor de Honaunau-Napoopoo.